# イヴァン・グテシャ
イヴァン・グテシャ（セルビア語: Иван Гутеша, ラテン文字転写: Ivan Guteša、2002年4月4日 - ）は、セルビアのサッカー選手。ポジションはゴールキーパー。

## 経歴

### グラフィチャル
2023-24シーズン途中までレッドスター・ベオグラードのリザーブチームであるRFKグラフィチャルに在籍、2023-24シーズンのセルビア・プルヴァ・リーガで2023年の全22試合に出場し32失点という成績を残した。

### レッドスター・ベオグラード
2024年2月6日、レッドスター・ベオグラードの冬合宿に参加していたバルシャ・ポポヴィッチが正式契約を締結しなかったことに伴い、レッドスターと2年半契約を締結した。